# Campeonato Uruguayo de Segunda División 2024
El Campeonato Uruguayo de Segunda División Profesional 2024 fue el 117º torneo de segunda categoría organizado por la AUF, correspondiente al año 2024.

## Sistema de disputa
Se mantiene el formato de la temporada anterior, iniciando la temporada con el Torneo Competencia: un torneo a una rueda dividido en dos series de 7 equipos, en las cuales los ganadores de cada serie se clasifican a la final. El campeón se asegura un cupo en los play-offs por el tercer ascenso a la Primera División, salvo que al culminar la temporada haya finalizado en zona de ascenso o descenso directo.
Durante la segunda parte del campeonato, el sistema de disputa será el tradicional de la Segunda División de Uruguay: una fase regular de todos contra todos, a dos ruedas.
La tabla acumulada definirá al campeón y al subcampeón de la temporada, que ascenderán de manera directa a Primera División, mientras que el tercer ascenso se definirá mediante play-offs entre los siguientes 4 equipos mejor posicionados.
Los descensos a la Primera División Amateur serán dos, definidos mediante una tabla de promedios, donde los clubes arrastran sus puntajes de la temporada anterior, a excepción de los equipos que se integran a la divisional en esta temporada.
El sorteo del campeonato, tanto del Torneo Competencia como de la fase regular, se realizó el sábado 2 de marzo.

## Equipos participantes

### Ascensos y descensos
| Club             | Descendido como                                       |
| ---------------- | ----------------------------------------------------- |
| Mvd. City Torque | 14° de la tabla del descenso de Primera División 2023 |
| Plaza Colonia    | 15° de la tabla del descenso de Primera División 2023 |
| La Luz           | 16° de la tabla del descenso de Primera División 2023 |

| Club   | Ascendido como                                 |
| ------ | ---------------------------------------------- |
| Colón  | Campeón de la Primera División Amateur 2023    |
| Cooper | Subcampeón de la Primera División Amateur 2023 |

| Club             | Ascendido como                                   |
| ---------------- | ------------------------------------------------ |
| Miramar Misiones | Campeón de la Segunda División 2023              |
| Progreso         | Subcampeón de la Segunda División 2023           |
| Rampla Juniors   | Ganador del Play-Off de la Segunda División 2023 |

| Club        | Descendido como                                       |
| ----------- | ----------------------------------------------------- |
| Bella Vista | 13° de la tabla del descenso de Segunda División 2023 |
| Potencia    | 14° de la tabla del descenso de Segunda División 2023 |

### Información general
De todos los equipos participantes, únicamente Atenas, Cerrito, Tacuarembó y Uruguay Montevideo son Asociaciones Civiles. El resto de instituciones conforman Sociedades Anónimas Deportivas.
Datos actualizados para la temporada 2024 inclusive. Todos los datos estadísticos corresponden únicamente a los Campeonatos Uruguayos organizados por la Asociación Uruguaya de Fútbol. Los clubes que oficien en un determinado estadio como local, no implica necesariamente que sean propietarios del mismo.
| Equipo                 | Ciudad                 | Estadio de localía      | Capacidad | Fundación               | Temp. | Temp. Cons. | Títulos | Indumentaria | 2023     |
| ---------------------- | ---------------------- | ----------------------- | --------- | ----------------------- | ----- | ----------- | ------- | ------------ | -------- |
| Albion                 | Montevideo             | Parque Palermo          | 4.072     | 1 de junio de 1891      | 6     | 2           | 1       | Kelme        | 8°       |
| Atenas                 | San Carlos             | Ateniense               | 3.500     | 1 de mayo de 1928       | 21    | 6           | 0       | Mgr Sport    | 10°      |
| Cerrito                | Montevideo             | Parque Maracaná         | 2.400     | 28 de octubre de 1929   | 37    | 2           | 2       | Mgr Sport    | 9°       |
| Colón                  | Montevideo             | Parque Palermo          | 4.072     | 12 de marzo de 1907     | 63    | 1           | 5       | Mgr Sport    |          |
| Cooper                 | Montevideo             | Parque Palermo          | 4.072     | 25 de agosto de 1937    | 1     | 1           | 0       | Macron       |          |
| Juventud               | Las Piedras            | Juventud Parque Artigas | 6.148     | 24 de diciembre de 1935 | 17    | 5           | 1       | 1935         | Play-Off |
| La Luz                 | Montevideo             | Parque Palermo          | 4.072     | 19 de abril de 1929     | 26    | 1           | 0       | Mgr Sport    |          |
| Montevideo City Torque | Montevideo             | Alfredo Víctor Viera    | 9.000     | 26 de diciembre de 2007 | 8     | 1           | 2       | Puma         |          |
| Oriental               | La Paz                 | Parque Palermo          | 4.072     | 24 de junio de 1924     | 13    | 2           | 0       | Mgr Sport    | 7°       |
| Plaza Colonia          | Colonia del Sacramento | Juan Gaspar Prandi      | 3.000     | 22 de abril de 1917     | 13    | 1           | 0       | Mgr Sport    |          |
| Rentistas              | Montevideo             | Complejo Rentistas      | 3.632     | 26 de marzo de 1933     | 30    | 2           | 4       | Kelme        | Play-Off |
| Sud América            | Montevideo             | Obdulio Varela          | 2.800     | 15 de febrero de 1914   | 54    | 3           | 7       | Starbade     | 12°      |
| Tacuarembó             | Tacuarembó             | Raúl Goyenola           | 9.000     | 11 de noviembre de 1998 | 11    | 2           | 1       | Mgr Sport    | 11°      |
| Uruguay Montevideo     | Montevideo             | Parque Capurro          | 5.097     | 5 de enero de 1921      | 38    | 4           | 0       | Mgr Sport    | Play-Off |

## Entrenadores
| Equipo                 | Entrenador inicial         | Entrenadores sustitutos     |
| ---------------------- | -------------------------- | --------------------------- |
| Albion                 | Matías Rosa Nuevo          | Joaquín Boghossian          |
| Atenas                 | Hugo Parga Continúa        | Luis Duarte Interino        |
| Atenas                 | Hugo Parga Continúa        | Carlos Aguiar               |
| Cerrito                | Alberto Quintela Continúa  |                             |
| Colón                  | Damián Santín Nuevo        |                             |
| Cooper                 | Rafael Cánovas Continúa    | Federico Nieves             |
| Juventud               | Juan Carlos Carrasco Nuevo | Diego Monarriz              |
| La Luz                 | Marcelo Russo Continúa     | Boris Silva Darlyn Gayol    |
| Montevideo City Torque | Pablo Marini Nuevo         | Pablo Gaglianone            |
| Oriental               | Mathías Corujo Nuevo       |                             |
| Plaza Colonia          | Sebastián Díaz Continúa    |                             |
| Rentistas              | Julio Fuentes Continúa     | Santiago Sosa Interino      |
| Rentistas              | Julio Fuentes Continúa     | Martín Ligüera              |
| Rentistas              | Julio Fuentes Continúa     | Santiago Sosa               |
| Sud América            | Darlyn Gayol Continúa      | Marcelo Russomando Interino |
| Sud América            | Darlyn Gayol Continúa      | Gabriel Di Noia             |
| Tacuarembó             | Luis González Continúa     | Fernando Márquez Interino   |
| Tacuarembó             | Luis González Continúa     | Luis González               |
| Tacuarembó             | Luis González Continúa     | Fernando Márquez            |
| Uruguay Montevideo     | Mario Szlafmyc Continúa    | Richard Pellejero           |

### Cambios de entrenadores
| Equipo             | Entrenador saliente         | Partidos dirigidos | Fecha de salida          | Tipo de salida     | Posición en la tabla | Entrenador entrante | Fecha de nombramiento    |
| ------------------ | --------------------------- | ------------------ | ------------------------ | ------------------ | -------------------- | ------------------- | ------------------------ |
| Sud América        | Darlyn Gayol (1-5)          | 4                  | 14 de abril de 2024      | Común acuerdo      | 14°                  | Marcelo Russomando  | 14 de abril de 2024      |
| La Luz             | Marcelo Russo (1-5)         | 5                  | 17 de abril de 2024      | Destitución        | 9°                   | Boris Silva         | 17 de abril de 2024      |
| Rentistas          | Julio Fuentes (1-6)         | 5                  | 21 de abril de 2024      | Destitución        | 7°                   | Santiago Sosa       | 22 de abril de 2024      |
| Rentistas          | Santiago Sosa (7)           | 1                  | 27 de abril de 2024      | Fin del interinato | 6°                   | Martín Ligüera      | 25 de abril de 2024      |
| Sud América        | Marcelo Russomando (6-7)    | 2                  | 21 de abril de 2024      | Fin del interinato | 14°                  | Gabriel Di Noia     | 16 de abril de 2024      |
| Tacuarembó         | Luis González (1-7)         | 7                  | 13 de mayo de 2024       | Renuncia           | 5°                   | Fernando Márquez    | 15 de mayo de 2024       |
| Uruguay Montevideo | Mario Szlafmyc (1-9)        | 8                  | 21 de mayo de 2024       | Destitución        | 12°                  | Richard Pellejero   | 22 de mayo de 2024       |
| Albion             | Matías Rosa (1-12)          | 11                 | 6 de junio de 2024       | Renuncia           | 5°                   | Joaquín Boghossian  | 7 de junio de 2024       |
| Atenas             | Hugo Parga (1-14)           | 13                 | 16 de junio de 2024      | Destitución        | 14°                  | Luis Duarte         | 17 de junio de 2024      |
| Tacuarembó         | Fernando Márquez (8-14)     | 7                  | 25 de junio de 2024      | Fin del interinato | 9°                   | Luis González       | 25 de junio de 2024      |
| La Luz             | Boris Silva (1-13)          | 13                 | 29 de julio de 2024      | Común acuerdo      | 13°                  | Darlyn Gayol        | 30 de julio de 2024      |
| Cooper             | Rafael Canovas (1-16)       | 22                 | 13 de septiembre de 2024 | Común acuerdo      | 14°                  | Federico Nieves     | 15 de septiembre de 2024 |
| Rentistas          | Martín Ligüera (1-20)       | 20                 | 29 de septiembre de 2024 | Común acuerdo      | 6°                   | Santiago Sosa       | 4 de octubre de 2024     |
| Tacuarembó         | Luis González (15-26)       | 12                 | 1º de octubre            | Destitución        | 11°                  | Fernando Márquez    | 2 de octubre de 2024     |
| Juventud           | Juan Carlos Carrasco (1-26) | 27                 | 2 de octubre             | Destitución        | 4°                   | Diego Monarriz      | 3 de octubre de 2024     |

## Torneo Competencia "Héctor Peri"

### Serie A

#### Clasificación
| Pos. | Equipo             | Pts. | PJ | G | E | P | GF | GC | Dif. |  |
| ---- | ------------------ | ---- | -- | - | - | - | -- | -- | ---- |  |
| 1    | Juventud           | 13   | 6  | 4 | 1 | 1 | 10 | 6  | +4   |  |
| 2    | Albion             | 11   | 6  | 3 | 2 | 1 | 7  | 3  | +4   |  |
| 3    | Tacuarembó         | 11   | 6  | 3 | 2 | 1 | 8  | 5  | +3   |  |
| 4    | Oriental           | 10   | 6  | 3 | 1 | 2 | 11 | 10 | +1   |  |
| 5    | Uruguay Montevideo | 6    | 6  | 2 | 0 | 4 | 7  | 8  | −1   |  |
| 6    | La Luz             | 6    | 6  | 2 | 0 | 4 | 2  | 5  | −3   |  |
| 7    | Sud América        | 3    | 6  | 1 | 0 | 5 | 2  | 10 | −8   |  |

Actualizado a los partidos jugados el 28 de abril de 2024.
 Fuente: AUF
Criterios de clasificación: 1) puntos; 2) diferencia de goles; 3) número de goles marcados.
|  | Clasificado a la final del Torneo Competencia. |

#### Resultados
| Juventud           | 0:2 | Tacuarembó         | Abraham Paladino | 16 de marzo | 10:00 |   | Bruno Sacarelo     |
| La Luz             | 1:0 | Uruguay Montevideo | Parque Palermo   | 16 de marzo | 22:00 |   | Santiago Motta     |
| Oriental           | 2:0 | Albion             | Parque Palermo   | 17 de abril | 14:00 | – | Federico Modernell |
| Libre: Sud América |     |                    |                  |             |       |   |                    |

| Uruguay Montevideo | 1:0 | Sud América | Parque Capurro        | 22 de marzo | 16:30 |   | Por definir |
| Tacuarembó         | 1:0 | La Luz      | Ing. Raúl S. Goyenola | 23 de marzo | 17:30 | – | Por definir |
| Albion             | 1:1 | Juventud    | Parque Palermo        | 24 de marzo | 18:30 |   | Por definir |
| Libre: Oriental    |     |             |                       |             |       |   |             |

| Juventud                  | 4:2 | Oriental   | Parque Capurro | 30 de marzo | 10:00 |   | Federico Arman |
| Sud América               | 0:2 | Tacuarembó | Obdulio Varela | 30 de marzo | 16:00 | – | Pablo Giménez  |
| La Luz                    | 0:2 | Albion     | Parque Palermo | 30 de marzo | 21:30 |   | Leandro Lasso  |
| Libre: Uruguay Montevideo |     |            |                |             |       |   |                |

| Albion          | 3:0 | Sud América        | Parque Palermo        | 7 de abril | 12:30 |   | Jonathan Fuentes |
| Tacuarembó      | 1:3 | Uruguay Montevideo | Ing. Raúl S. Goyenola | 7 de abril | 16:00 | – | Diego Riveiro    |
| Oriental        | 0:1 | La Luz             | Parque Palermo        | 7 de abril | 20:30 |   | Kevin Fontes     |
| Libre: Juventud |     |                    |                       |            |       |   |                  |

| Sud América        | 1:2 | Oriental | Obdulio Varela | 13 de abril | 16:00 | – | Pablo Silveira  |
| La Luz             | 0:1 | Juventud | Parque Palermo | 13 de abril | 17:00 | – | Pablo Giménez   |
| Uruguay Montevideo | 0:1 | Albion   | Parque Capurro | 14 de abril | 12:30 |   | Andrés Martínez |
| Libre: Tacuarembó  |     |          |                |             |       |   |                 |

| Juventud      | 2:0 | Sud América        | Jardines del Hipódromo | 21 de abril | 10:00 |  | Federico Modernell |
| Oriental      | 3:2 | Uruguay Montevideo | Parque Palermo         | 21 de abril | 17:50 |  | Anahí Fernández    |
| Albion        | 0:0 | Tacuarembó         | Parque Palermo         | 21 de abril | 21:45 |  | Pablo Silveira     |
| Libre: La Luz |     |                    |                        |             |       |  |                    |

| Uruguay Montevideo | 1:2 | Juventud | Parque Capurro        | 27 de abril | 10:00 |   | Rubén Umpiérrez |
| Sud América        | 1:0 | La Luz   | Obdulio Varela        | 27 de abril | 15:30 | – | Eduardo Varela  |
| Tacuarembó         | 2:2 | Oriental | Ing. Raúl S. Goyenola | 28 de abril | 16:00 | – | Federico Arman  |
| Libre: Albion      |     |          |                       |             |       |   |                 |

### Serie B

#### Clasificación
| Pos. | Equipo                 | Pts. | PJ | G | E | P | GF | GC | Dif. |  |
| ---- | ---------------------- | ---- | -- | - | - | - | -- | -- | ---- |  |
| 1    | Montevideo City Torque | 14   | 6  | 4 | 2 | 0 | 9  | 2  | +7   |  |
| 2    | Rentistas              | 10   | 6  | 3 | 1 | 2 | 4  | 3  | +1   |  |
| 3    | Plaza Colonia          | 8    | 6  | 2 | 2 | 2 | 7  | 8  | −1   |  |
| 4    | Colón                  | 8    | 6  | 2 | 2 | 2 | 5  | 7  | −2   |  |
| 5    | Cerrito                | 7    | 6  | 1 | 4 | 1 | 4  | 4  | 0    |  |
| 6    | Cooper                 | 5    | 6  | 1 | 2 | 3 | 6  | 8  | −2   |  |
| 7    | Atenas                 | 3    | 6  | 0 | 3 | 3 | 3  | 6  | −3   |  |

Actualizado a los partidos jugados el 27 de abril de 2024.
 Fuente: AUF
Criterios de clasificación: 1) puntos; 2) diferencia de goles; 3) número de goles marcados.
|  | Clasificado a la final del Torneo Competencia. |

#### Resultados
| Cerrito          | 0:0 | Atenas          | Parque Palermo | 16 de marzo | 10:00 | – | Kevin Fontes    |
| Plaza Colonia    | 0:2 | Montevideo City | Juan G. Prandi | 16 de marzo | 16:30 | – | Diego Riveiro   |
| Cooper           | 0:1 | Colón           | Parque Palermo | 17 de abril | 10:00 | – | Anahí Fernández |
| Libre: Rentistas |     |                 |                |             |       |   |                 |

| Colón           | 1:1 | Rentistas     | Parque Palermo          | 23 de marzo | 10:00 |   | Por definir |
| Montevideo City | 2:1 | Cooper        | Parque Alfredo V. Viera | 23 de marzo | 18:00 | – | Por definir |
| Atenas          | 1:1 | Plaza Colonia | Ateniense               | 24 de marzo | 16:00 | – | Por definir |
| Libre: Cerrito  |     |               |                         |             |       |   |             |

| Cooper        | 1:0 | Atenas          | Parque Palermo     | 30 de marzo | 16:00 | – | Julián Pérez   |
| Plaza Colonia | 1:2 | Cerrito         | Juan G. Prandi     | 30 de marzo | 16:00 | – | Eduardo Varela |
| Rentistas     | 0:1 | Montevideo City | Complejo Rentistas | 31 de marzo | 10:00 |   | Esteban Guerra |
| Libre: Colón  |     |                 |                    |             |       |   |                |

| Atenas               | 0:1 | Rentistas | Ateniense               | 6 de abril | 16:00 | – | Anahí Fernández |
| Cerrito              | 1:1 | Cooper    | Parque Palermo          | 6 de abril | 20:00 | – | Rubén Umpiérrez |
| Montevideo City      | 3:0 | Colón     | Parque Alfredo V. Viera | 6 de abril | 20:30 |   | Diego Dunajec   |
| Libre: Plaza Colonia |     |           |                         |            |       |   |                 |

| Cooper                 | 3:3 | Plaza Colonia | Parque Palermo     | 12 de abril | 12:00 | – | Juan Cianni    |
| Rentistas              | 1:0 | Cerrito       | Complejo Rentistas | 13 de abril | 10:00 |   | Leandro Lasso  |
| Colón                  | 2:1 | Atenas        | Parque Palermo     | 13 de abril | 12:30 |   | Eduardo Varela |
| Libre: Montevideo City |     |               |                    |             |       |   |                |

| Plaza Colonia | 1:0 | Rentistas       | Juan G. Prandi | 19 de abril | 19:00 | – | Antonio García |
| Cerrito       | 1:1 | Colón           | Parque Palermo | 21 de abril | 11:00 | – | Hernán Heras   |
| Atenas        | 1:1 | Montevideo City | Ateniense      | 21 de abril | 15:30 | – | Bruno Sacarelo |
| Libre: Cooper |     |                 |                |             |       |   |                |

| Colón           | 0:1 | Plaza Colonia | Parque Palermo     | 27 de abril | 15:00 | – | Esteban Guerra |
| Rentistas       | 1:0 | Cooper        | Complejo Rentistas | 27 de abril | 17:30 |   | Bruno Sacarelo |
| Montevideo City | 0:0 | Cerrito       | Centenario         | 27 de abril | 20:00 |   | Kevin Fontes   |
| Libre: Atenas   |     |               |                    |             |       |   |                |

### Final
| 4 de mayo de 2024 | Montevideo City Torque         | 2:0 (1:0) | Juventud | Estadio Centenario, Montevideo |                            |
| 18:00             | M. Villa 10' · J. Zeballos 66' |           |          | Árbitro(s): Santiago Motta     | Árbitro(s): Santiago Motta |

## Fase regular

### Clasificación
| Pos. | Equipo                     | Pts. | PJ | G  | E  | P  | GF | GC | Dif. |  |
| ---- | -------------------------- | ---- | -- | -- | -- | -- | -- | -- | ---- |  |
| 1    | Plaza Colonia (C, A)       | 58   | 32 | 18 | 4  | 10 | 40 | 32 | +8   |  |
| 2    | Uruguay Montevideo         | 54   | 32 | 16 | 6  | 10 | 39 | 21 | +18  |  |
| 3    | Montevideo City Torque (A) | 54   | 32 | 15 | 9  | 8  | 43 | 31 | +12  |  |
| 4    | Colón                      | 52   | 32 | 14 | 10 | 8  | 43 | 27 | +16  |  |
| 5    | Juventud (A)               | 50   | 32 | 15 | 5  | 12 | 36 | 38 | −2   |  |
| 6    | Cerrito                    | 46   | 32 | 13 | 7  | 12 | 32 | 34 | −2   |  |
| 7    | Rentistas                  | 45   | 32 | 11 | 12 | 9  | 32 | 26 | +6   |  |
| 8    | Albion                     | 44   | 32 | 11 | 11 | 10 | 32 | 32 | 0    |  |
| 9    | Oriental                   | 44   | 32 | 12 | 8  | 12 | 39 | 41 | −2   |  |
| 10   | La Luz                     | 35   | 32 | 9  | 8  | 15 | 28 | 34 | −6   |  |
| 11   | Atenas                     | 34   | 32 | 8  | 10 | 14 | 26 | 41 | −15  |  |
| 12   | Cooper                     | 33   | 32 | 7  | 12 | 13 | 27 | 35 | −8   |  |
| 13   | Tacuarembó                 | 32   | 32 | 8  | 8  | 16 | 28 | 39 | −11  |  |
| 14   | Sud América                | 31   | 32 | 7  | 10 | 15 | 28 | 42 | −14  |  |

Actualizado a los partidos jugados el 16 de noviembre de 2024.
 Fuente: AUF
Criterios de clasificación: 1) puntos; 2) diferencia de goles; 3) número de goles marcados.
Nota: Los equipos arrastran el puntaje que obtuvieron en el Torneo Competencia.
|  | Campeón. Ascendido al Campeonato Uruguayo de Primera División 2025.                                      |
|  | Disputaron un desempate para definir el segundo ascenso al Campeonato Uruguayo de Primera División 2025. |
|  | Clasificados a los play-offs por el tercer ascenso al Campeonato Uruguayo de Primera División 2025.      |

### Evolución de la clasificación
| Jornada / Equipo       | 1             | 2     | 3     | 4    | 5   | 6   | 7   | 8  | 9  | 10 | 11 | 12   | 13   | 14   | 15 | 16 | 17 | 18 | 19 | 20 | 21 | 22 | 23 | 24 | 25 | 26 | 27 | 28 | 29 | 30 | 31 | 32 | 33 |   |
| ---------------------- | ------------- | ----- | ----- | ---- | --- | --- | --- | -- | -- | -- | -- | ---- | ---- | ---- | -- | -- | -- | -- | -- | -- | -- | -- | -- | -- | -- | -- | -- | -- | -- | -- | -- | -- | -- | - |
| Jornada / Equipo       | Plaza Colonia | 14    | 11    | 12   | 11* | 12  | 12  | 7  | 7  | 5  | 3  | 3    | 3    | 3    | 2  | 4  | 5  | 3  | 3  | 3  | 4  | 3  | 3  | 3  | 3  | 4  | 2  | 2  | 4  | 4  | 3  | 3  | 1  | 1 |
| Uruguay Montevideo     | 12            | 4     | 7*    | 4    | 7   | 8   | 10  | 10 | 12 | 10 | 8  | 7    | 5    | 3    | 3  | 3  | 4  | 5  | 5  | 3  | 4  | 4  | 4  | 4  | 3  | 4  | 3  | 2  | 2  | 1  | 1  | 2  | 2  |   |
| Montevideo City Torque | 1             | 1     | 2     | 1    | 1*  | 1   | 1   | 1  | 1  | 1  | 1  | 1    | 1    | 1    | 1  | 1  | 1  | 1  | 1  | 1  | 1  | 1  | 1  | 1  | 1  | 1  | 1  | 1  | 1  | 2  | 2  | 3  | 3  |   |
| Colón                  | 7**           | 7**   | 10*** | 12** | 6   | 6   | 8   | 8  | 9  | 9  | 9  | 11** | 13** | 11** | 10 | 9  | 8  | 10 | 9  | 7  | 7  | 8  | 6  | 6  | 5  | 5  | 5  | 5  | 5  | 5  | 5  | 5  | 4  |   |
| Juventud               | 13            | 10    | 5     | 7*   | 4   | 3   | 2   | 3  | 2  | 2  | 2  | 2**  | 2**  | 4**  | 2  | 2  | 2  | 2  | 2  | 2  | 2  | 2  | 2  | 2  | 2  | 3  | 4  | 3  | 3  | 4  | 4  | 4  | 5  |   |
| Cerrito                | 5             | 9*    | 4     | 6    | 10  | 9   | 9   | 9  | 7  | 8  | 10 | 12   | 11   | 8    | 6  | 6  | 6  | 9  | 10 | 9  | 10 | 10 | 10 | 10 | 9  | 9  | 9  | 9  | 8  | 7  | 7  | 7  | 6  |   |
| Rentistas              | 10*           | 8     | 11    | 9    | 5   | 7   | 6   | 6  | 8  | 6  | 6  | 8    | 7    | 6    | 7  | 7  | 9  | 6  | 7  | 8  | 9  | 6  | 7  | 8  | 8  | 7  | 8  | 8  | 9  | 9  | 8  | 8  | 7  |   |
| Albion                 | 6**           | 6**   | 3**   | 3**  | 2   | 2   | 3*  | 2  | 3  | 4  | 4  | 5    | 4    | 5    | 5  | 4  | 5  | 4  | 4  | 6  | 6  | 7  | 8  | 7  | 6  | 6  | 7  | 7  | 7  | 8  | 9  | 9  | 8  |   |
| Oriental               | 9**           | 12*** | 13**  | 13** | 8   | 5   | 5   | 4  | 4  | 7  | 7  | 4    | 6    | 7    | 8  | 10 | 10 | 8  | 6  | 5  | 5  | 5  | 5  | 5  | 7  | 8  | 6  | 6  | 6  | 6  | 6  | 6  | 9  |   |
| La Luz                 | 3             | 3     | 8     | 5    | 9   | 10* | 11  | 12 | 13 | 13 | 13 | 13   | 12   | 9    | 12 | 12 | 11 | 11 | 11 | 11 | 11 | 11 | 11 | 11 | 11 | 11 | 10 | 10 | 10 | 11 | 10 | 10 | 10 |   |
| Atenas                 | 4             | 5     | 9     | 10   | 13  | 13  | 13* | 14 | 14 | 14 | 14 | 14   | 14   | 14   | 14 | 14 | 14 | 14 | 14 | 14 | 14 | 14 | 13 | 14 | 14 | 14 | 13 | 14 | 13 | 13 | 13 | 13 | 11 |   |
| Cooper                 | 8**           | 13**  | 6**   | 8**  | 11  | 11* | 12  | 11 | 10 | 11 | 11 | 9    | 9    | 12   | 11 | 11 | 12 | 12 | 13 | 13 | 12 | 13 | 14 | 13 | 13 | 13 | 14 | 13 | 14 | 14 | 14 | 14 | 12 |   |
| Tacuarembó             | 2             | 2     | 1     | 2    | 3*  | 4   | 4   | 5  | 6  | 5  | 5  | 6    | 8    | 10   | 9  | 8  | 7  | 7  | 8  | 10 | 8  | 9  | 9  | 9  | 10 | 10 | 11 | 11 | 12 | 10 | 11 | 11 | 13 |   |
| Sud América            | 11*           | 14    | 14    | 14   | 14  | 14  | 14  | 13 | 11 | 12 | 12 | 10   | 10   | 13   | 13 | 13 | 13 | 13 | 12 | 12 | 13 | 12 | 12 | 12 | 12 | 12 | 12 | 12 | 11 | 12 | 12 | 12 | 14 |   |

Nota: Los cuadros con * indican fecha libre para los equipos correspondientes durante el Torneo Competencia. Los cuadros con ** indican que los equipos culminaron la fecha correspondiente con un partido pendiente.

### Resultados

#### Primera ronda
| Juventud               | 1:1 | Rentistas          | Juventud Parque Artigas | 10 de mayo | 15:00 |   | Anahí Fernández    |
| Plaza Colonia          | 1:0 | Atenas             | Prof. Alberto Suppici   | 10 de mayo | 19:00 | – | Juan Cianni        |
| Albion                 | 1:0 | La Luz             | Parque Palermo          | 11 de mayo | 10:00 | – | Federico Modernell |
| Colón                  | 2:2 | Sud América        | Parque Palermo          | 11 de mayo | 20:00 | – | Jonathan Fuentes   |
| Oriental               | 2:1 | Tacuarembó         | Parque Palermo          | 12 de mayo | 17:30 |   | Bruno Sacarelo     |
| Montevideo City Torque | 2:1 | Uruguay Montevideo | Centenario              | 12 de mayo | 20:00 |   | Esteban Guerra     |
| Cerrito                | 0:0 | Cooper             | Parque Palermo          | 12 de mayo | 21:45 | – | Daniel Rodríguez   |

| La Luz             | 0:1 | Montevideo City Torque | Parque Palermo        | 17 de mayo | 19:00 |   | Leandro Lasso   |
| Rentistas          | 0:1 | Cerrito                | Complejo Rentistas    | 18 de mayo | 10:00 |   | Andrés Martínez |
| Cooper             | 1:1 | Oriental               | Parque Palermo        | 18 de mayo | 16:00 | – | Kevin Fontes    |
| Uruguay Montevideo | 1:2 | Juventud               | Parque Capurro        | 19 de mayo | 10:00 |   | Pablo Silveira  |
| Sud América        | 2:1 | Albion                 | Parque Palermo        | 19 de mayo | 10:00 | – | Federico Arman  |
| Atenas             | 0:0 | Colón                  | Ateniense             | 19 de mayo | 15:00 | – | Rubén Umpiérrez |
| Tacuarembó         | 0:1 | Plaza Colonia          | Ing. Raúl S. Goyenola | 19 de mayo | 15:30 | – | Diego Riveiro   |

| Juventud               | 2:1 | La Luz             | Juventud Parque Artigas | 25 de mayo | 10:00 |   | Eduardo Varela     |
| Oriental               | 0:2 | Rentistas          | Parque Palermo          | 25 de mayo | 16:45 | – | Pablo Giménez      |
| Albion                 | 0:0 | Colón              | Parque Palermo          | 25 de mayo | 20:45 |   | Juan Cianni        |
| Montevideo City Torque | 2:0 | Sud América        | Parque Alfredo V. Viera | 26 de mayo | 10:00 |   | Federico Modernell |
| Plaza Colonia          | 3:1 | Cooper             | Juan G. Prandi          | 26 de mayo | 15:00 | – | Esteban Guerra     |
| Tacuarembó             | 2:0 | Atenas             | Ing. Raúl S. Goyenola   | 26 de mayo | 15:30 | – | Diego Dunajec      |
| Cerrito                | 0:2 | Uruguay Montevideo | Parque Palermo          | 26 de mayo | 20:30 | – | Hernán Heras       |

| La Luz             | 6:0 | Cerrito                | Parque Palermo          | 31 de mayo  | 14:00 |   | Pablo Silveira  |
| Atenas             | 2:1 | Albion                 | Domingo Burgueño Miguel | 31 de mayo  | 19:00 | – | Esteban Guerra  |
| Rentistas          | 0:1 | Plaza Colonia          | Complejo Rentistas      | 1° de junio | 10:00 |   | Kevin Fontes    |
| Colón              | 1:1 | Montevideo City Torque | Parque Palermo          | 1° de junio | 20:00 |   | Pablo Giménez   |
| Cooper             | 3:2 | Tacuarembó             | Parque Palermo          | 2 de junio  | 10:00 | – | Rubén Umpiérrez |
| Uruguay Montevideo | 2:1 | Oriental               | Parque Palermo          | 2 de junio  | 15:00 | – | Diego Riveiro   |
| Sud América        | 1:0 | Juventud               | Parque Palermo          | 2 de junio  | 20:30 | – | Andrés Martínez |

| Cooper                 | 2:0 | Atenas             | Parque Palermo          | 5 de junio  | 12:00 | – | Antonio García  |
| Tacuarembó             | 1:1 | Rentistas          | Ing. Raúl S. Goyenola   | 5 de junio  | 15:30 | – | Federico Arman  |
| Oriental               | 1:0 | La Luz             | Parque Palermo          | 5 de junio  | 17:30 |   | Diego Dunajec   |
| Plaza Colonia          | 0:1 | Uruguay Montevideo | Juan G. Prandi          | 5 de junio  | 18:00 | – | Anahí Fernández |
| Montevideo City Torque | 2:2 | Albion             | Parque Alfredo V. Viera | 5 de junio  | 20:00 |   | Eduardo Varela  |
| Cerrito                | 0:2 | Sud América        | Parque Palermo          | 6 de junio  | 10:00 | – | Diego Riveiro   |
| Juventud               | 2:1 | Colón              | Juventud Parque Artigas | 27 de junio | 15:00 |   | Por definir     |

| Colón              | 0:2 | Cerrito                | Parque Palermo          | 8 de junio  | 20:30 | – | Bruno Sacarelo   |
| Rentistas          | 1:1 | Cooper                 | Complejo Rentistas      | 9 de junio  | 10:00 | – | Santiago Motta   |
| Atenas             | 1:0 | Montevideo City Torque | Domingo Burgueño Miguel | 9 de junio  | 19:00 | – | Leandro Lasso    |
| La Luz             | 2:1 | Plaza Colonia          | Parque Palermo          | 9 de junio  | 20:30 |   | Hernán Heras     |
| Sud América        | 1:1 | Oriental               | Parque Palermo          | 10 de junio | 10:00 | – | Jonathan Fuentes |
| Uruguay Montevideo | 1:0 | Tacuarembó             | Parque Palermo          | 10 de junio | 19:30 | – | Diego Dunajec    |
| Albion             | 1:0 | Juventud               | Parque Palermo          | 11 de junio | 10:00 |   | Antonio García   |

| Cooper        | 0:1 | Uruguay Montevideo     | Parque Palermo        | 15 de junio | 10:00 |   | Federico Arman   |
| Plaza Colonia | 2:0 | Sud América            | Juan G. Prandi        | 15 de junio | 15:00 | – | Pablo Silveira   |
| Cerrito       | 1:0 | Albion                 | Parque Palermo        | 15 de junio | 15:30 | – | Anahí Fernández  |
| Rentistas     | 2:0 | Atenas                 | Complejo Rentistas    | 15 de junio | 18:00 | – | Juan Cianni      |
| Juventud      | 1:3 | Montevideo City Torque | Parque Palermo        | 16 de junio | 09:45 |   | Daniel Rodríguez |
| Tacuarembó    | 0:1 | La Luz                 | Ing. Raúl S. Goyenola | 16 de junio | 15:00 | – | Andrés Martínez  |
| Oriental      | 0:4 | Colón                  | Parque Palermo        | 16 de junio | 20:30 |   | Kevin Fontes     |

| Montevideo City Torque | 0:1 | Cerrito       | Centenario              | 21 de junio | 20:00 |   | Jonathan Fuentes   |
| La Luz                 | 1:2 | Cooper        | Parque Palermo          | 22 de junio | 10:00 | – | Juan Cianni        |
| Uruguay Montevideo     | 3:0 | Rentistas     | Obdulio Varela          | 22 de junio | 15:00 | – | Andrés Martínez    |
| Sud América            | 0:2 | Tacuarembó    | Parque Palermo          | 22 de junio | 15:30 | – | Eduardo Varela     |
| Atenas                 | 1:3 | Juventud      | Domingo Burgueño Miguel | 23 de junio | 15:00 | – | Federico Modernell |
| Colón                  | 2:1 | Plaza Colonia | Parque Palermo          | 23 de junio | 19:30 | – | Anahí Fernández    |
| Albion                 | 1:1 | Oriental      | Parque Palermo          | 24 de junio | 15:00 |   | Rubén Umpiérrez    |

| Plaza Colonia      | 0:2 | Albion                 | Juan G. Prandi        | 5 de julio | 15:00 | – | Daniel Rodríguez |
| Rentistas          | 1:1 | La Luz                 | Complejo Rentistas    | 5 de julio | 16:30 |   | Diego Dunajec    |
| Oriental           | 0:2 | Montevideo City Torque | Centenario            | 5 de julio | 19:00 |   | Antonio García   |
| Cooper             | 0:0 | Sud América            | Parque Palermo        | 6 de julio | 10:00 | – | Diego Riveiro    |
| Cerrito            | 2:1 | Juventud               | Parque Palermo        | 6 de julio | 15:00 | – | Esteban Guerra   |
| Uruguay Montevideo | 1:1 | Atenas                 | Obdulio Varela        | 6 de julio | 15:00 | – | Pablo Silveira   |
| Tacuarembó         | 1:1 | Colón                  | Ing. Raúl S. Goyenola | 7 de julio | 15:30 | – | Pablo Giménez    |

| Montevideo City Torque | 0:1 | Plaza Colonia      | Parque Alfredo V. Viera | 9 de julio  | 16:30 |   | Santiago Motta |
| Sud América            | 1:1 | Rentistas          | Parque Palermo          | 10 de julio | 10:00 | – | Kevin Fontes   |
| Juventud               | 1:1 | Oriental           | Juventud Parque Artigas | 10 de julio | 15:00 |   | Hernán Heras   |
| Atenas                 | 1:0 | Cerrito            | Domingo Burgueño Miguel | 10 de julio | 15:00 | – | Eduardo Varela |
| La Luz                 | 1:0 | Uruguay Montevideo | Parque Palermo          | 10 de julio | 17:30 |   | Bruno Sacarelo |
| Colón                  | 1:0 | Cooper             | Parque Palermo          | 11 de julio | 09:45 | – | Federico Arman |
| Albion                 | 1:2 | Tacuarembó         | Parque Palermo          | 11 de julio | 14:30 |   | Leandro Lasso  |

| Uruguay Montevideo | 0:0 | Sud América            | Obdulio Varela        | 13 de julio | 10:00 |   | Esteban Guerra     |
| Plaza Colonia      | 1:1 | Juventud               | Juan G. Prandi        | 13 de julio | 15:00 | – | Pablo Giménez      |
| Oriental           | 2:1 | Cerrito                | Parque Palermo        | 13 de julio | 15:00 | – | Juan Cianni        |
| La Luz             | 1:1 | Atenas                 | Parque Palermo        | 14 de julio | 10:00 | – | Federico Modernell |
| Tacuarembó         | 0:0 | Montevideo City Torque | Ing. Raúl S. Goyenola | 14 de julio | 15:30 | – | Federico Arman     |
| Cooper             | 0:2 | Albion                 | Parque Palermo        | 15 de julio | 16:30 |   | Andrés Martínez    |
| Rentistas          | 2:1 | Colón                  | Complejo Rentistas    | 15 de julio | 19:00 |   | Eduardo Varela     |

| Juventud               | 2:0 | Tacuarembó         | Juventud Parque Artigas | 20 de julio | 10:00 | – | Esteban Guerra   |
| Cerrito                | 0:1 | Plaza Colonia      | Parque Palermo          | 20 de julio | 15:00 | – | Kevin Fontes     |
| Oriental               | 5:0 | Atenas             | Parque Palermo          | 20 de julio | 20:30 | – | Pablo Giménez    |
| Albion                 | 1:1 | Rentistas          | Parque Palermo          | 21 de julio | 10:00 | – | Pablo Silveira   |
| Sud América            | 3:0 | La Luz             | Parque Palermo          | 21 de julio | 15:00 | – | Rubén Umpiérrez  |
| Colón                  | 0:0 | Uruguay Montevideo | Parque Palermo          | 22 de julio | 17:30 |   | Daniel Rodríguez |
| Montevideo City Torque | 2:0 | Cooper             | Parque Alfredo V. Viera | 22 de julio | 20:00 |   | Diego Dunajec    |

| Plaza Colonia      | 0:1 | Oriental               | Juan G. Prandi          | 27 de julio | 15:00 | – | Bruno Sacarelo     |
| La Luz             | 0:1 | Colón                  | Parque Palermo          | 27 de julio | 15:00 | – | Diego Riveiro      |
| Tacuarembó         | 0:2 | Cerrito                | Ing. Raúl S. Goyenola   | 27 de julio | 19:30 | – | Federico Modernell |
| Atenas             | 1:0 | Sud América            | Domingo Burgueño Miguel | 28 de julio | 10:00 | – | Juan Cianni        |
| Uruguay Montevideo | 2:0 | Albion                 | Abraham Paladino        | 28 de julio | 10:00 | – | Eduardo Varela     |
| Cooper             | 1:3 | Juventud               | Parque Palermo          | 28 de julio | 20:00 |   | Kevin Fontes       |
| Rentistas          | 0:0 | Montevideo City Torque | Complejo Rentistas      | 29 de julio | 19:00 |   | Leandro Lasso      |

#### Segunda ronda
| Uruguay Montevideo | 0:1 | Montevideo City | Abraham Paladino      | 10 de agosto | 13:00 |   | Santiago Motta  |
| Atenas             | 1:3 | Plaza Colonia   | Ateniense             | 10 de agosto | 15:00 | – | Esteban Guerra  |
| Sud América        | 1:1 | Colón           | Parque Palermo        | 10 de agosto | 15:30 |   | Diego Dunajec   |
| Cooper             | 1:0 | Cerrito         | Parque Palermo        | 10 de agosto | 20:30 |   | Antonio García  |
| Rentistas          | 0:1 | Juventud        | Complejo Rentistas    | 11 de agosto | 15:00 |   | Andrés Martínez |
| Tacuarembó         | 1:0 | Oriental        | Ing. Raúl S. Goyenola | 11 de agosto | 15:30 | – | Pablo Silveira  |
| La Luz             | 3:2 | Albion          | Parque Palermo        | 11 de agosto | 19:00 |   | Pablo Giménez   |

| Albion          | 1:1 | Sud América        | Parque Palermo          | 17 de agosto | 10:00 | – | Jonathan Fuentes |
| Juventud        | 0:1 | Uruguay Montevideo | Juventud Parque Artigas | 17 de agosto | 11:30 |   | Leandro Lasso    |
| Oriental        | 1:0 | Cooper             | Parque Palermo          | 17 de agosto | 15:30 | – | Eduardo Varela   |
| Plaza Colonia   | 1:0 | Tacuarembó         | Juan G. Prandi          | 17 de agosto | 17:00 | – | Diego Riveiro    |
| Colón           | 1:1 | Atenas             | Parque Palermo          | 17 de agosto | 20:30 | – | Federico Arman   |
| Cerrito         | 0:2 | Rentistas          | Parque Palermo          | 18 de agosto | 15:00 | – | Santiago Motta   |
| Montevideo City | 1:1 | La Luz             | Parque Alfredo V. Viera | 19 de agosto | 19:00 |   | Kevin Fontes     |

| Sud América        | 1:1 | Montevideo City | Parque Palermo     | 7 de septiembre | 10:00 |   | Antonio García  |
| La Luz             | 0:1 | Juventud        | Parque Palermo     | 7 de septiembre | 20:30 | – | Eduardo Varela  |
| Colón              | 3:0 | Albion          | Parque Palermo     | 8 de septiembre | 10:00 | – | Andrés Martínez |
| Atenas             | 1:0 | Tacuarembó      | Ateniense          | 8 de septiembre | 15:00 | – | Rubén Umpiérrez |
| Uruguay Montevideo | 3:0 | Cerrito         | Luis Franzini      | 8 de septiembre | 15:00 | – | Esteban Guerra  |
| Cooper             | 0:2 | Plaza Colonia   | Parque Palermo     | 8 de septiembre | 20:30 |   | Federico Arman  |
| Rentistas          | 0:0 | Oriental        | Complejo Rentistas | 9 de septiembre | 19:30 |   | Bruno Sacarelo  |

| Albion                 | 1:0 | Atenas             | Parque Palermo     | 13 de septiembre | 17:00 |   | Diego Riveiro      |
| Oriental               | 0:2 | Uruguay Montevideo | Parque Palermo     | 14 de septiembre | 11:00 |   | Pablo Giménez      |
| Cerrito                | 0:0 | La Luz             | Parque Palermo     | 14 de septiembre | 16:00 | – | Juan Cianni        |
| Plaza Colonia          | 2:1 | Rentistas          | Juan Gaspar Prandi | 14 de septiembre | 17:00 | – | Antonio García     |
| Juventud               | 1:0 | Sud América        | Parque Artigas     | 15 de septiembre | 11:00 |   | Bruno Sacarelo     |
| Tacuarembó             | 0:0 | Cooper             | Raúl Goyenola      | 15 de septiembre | 17:30 | – | Federico Modernell |
| Montevideo City Torque | 2:0 | Colón              | Parque Viera       | 16 de septiembre | 16:30 |   | Santiago Motta     |

| Uruguay Montevideo | 3:0 | Plaza Colonia   | Parque Paladino    | 20 de septiembre | 16:00 |   | Kevin Fontes     |
| Albion             | 2:1 | Montevideo City | Parque Palermo     | 21 de septiembre | 11:00 |   | Hernán Heras     |
| Atenas             | 1:1 | Cooper          | Estadio Atenas     | 21 de septiembre | 15:00 | – | Jonathan Fuentes |
| La Luz             | 1:1 | Oriental        | Parque Palermo     | 21 de septiembre | 15:30 | – | Pablo Silveira   |
| Rentistas          | 2:0 | Tacuarembó      | Complejo Rentistas | 21 de septiembre | 19:00 | – | Pablo Giménez    |
| Colón              | 3:0 | Juventud        | Parque Palermo     | 21 de septiembre | 21:30 |   | Leandro Lasso    |
| Sud América        | 0:1 | Cerrito         | Parque Palermo     | 22 de septiembre | 10:00 | – | Diego Riveiro    |

| Cooper          | 1:1 | Rentistas          | Parque Palermo | 25 de septiembre | 12:30 |   | Juan Cianni     |
| Juventud        | 0:0 | Albion             | Parque Artigas | 25 de septiembre | 15:00 |   | Eduardo Varela  |
| Montevideo City | 3:2 | Atenas             | Parque Viera   | 25 de septiembre | 17:30 |   | Diego Dunajec   |
| Oriental        | 1:2 | Sud América        | Parque Palermo | 25 de septiembre | 18:00 | – | Leandro Lasso   |
| Plaza Colonia   | 2:0 | La Luz             | Parque Prandi  | 25 de septiembre | 18:00 | – | Rubén Umpiérrez |
| Tacuarembó      | 0:0 | Uruguay Montevideo | Raúl Goyenola  | 25 de septiembre | 19:30 | – | Federico Arman  |
| Cerrito         | 0:2 | Colón              | Parque Palermo | 26 de septiembre | 10:00 | – | Antonio García  |

| La Luz             | 2:0 | Tacuarembó    | Complejo Rentistas     | 29 de septiembre | 10:00 | – | Anahí Fernández    |
| Uruguay Montevideo | 0:0 | Cooper        | Parque Capurro         | 29 de septiembre | 12:30 |   | Andrés Martínez    |
| Atenas             | 2:0 | Rentistas     | Domingo Burgueño       | 29 de septiembre | 16:00 | – | Pablo Silveira     |
| Colón              | 0:1 | Oriental      | Complejo Rentistas     | 30 de septiembre | 11:00 | – | Diego Riveiro      |
| Sud América        | 3:3 | Plaza Colonia | Obdulio Varela         | 30 de septiembre | 14:30 |   | Federico Modernell |
| Montevideo City    | 3:0 | Juventud      | Parque Viera           | 30 de septiembre | 17:00 |   | Pablo Giménez      |
| Albion             | 0:3 | Cerrito       | Jardines del Hipódromo | 1º de octubre    | 10:00 | – | Santiago Motta     |

| Oriental      | 1:1 | Albion             | Parque Paladino        | 5 de octubre | 10:00 | – | Esteban Guerra  |
| Plaza Colonia | 0:2 | Colón              | Parque Prandi          | 5 de octubre | 17:30 | – | Kevin Fontes    |
| Tacuarembó    | 2:2 | Sud América        | Estadio Goyenola       | 5 de octubre | 19:15 | – | Rubén Umpiérrez |
| Cooper        | 0:0 | La Luz             | Complejo Rentistas     | 6 de octubre | 10:00 | – | Eduardo Varela  |
| Juventud      | 1:0 | Atenas             | Parque Artigas         | 7 de octubre | 13:45 |   | Leandro Lasso   |
| Cerrito       | 2:2 | Montevideo City    | Jardines del Hipódromo | 7 de octubre | 16:00 |   | Bruno Sacarelo  |
| Rentistas     | 0:3 | Uruguay Montevideo | Complejo Rentistas     | 7 de octubre | 18:30 |   | Hernán Heras    |

| La Luz          | 0:0 | Rentistas          | Obdulio Varela  | 11 de octubre | 16:00 | – | Juan Cianni    |
| Sud América     | 2:0 | Cooper             | Obdulio Varela  | 12 de octubre | 15:30 | – | Diego Riveiro  |
| Atenas          | 1:1 | Uruguay Montevideo | Ateniense       | 12 de octubre | 16:00 | – | Esteban Guerra |
| Albion          | 2:1 | Plaza Colonia      | Parque Paladino | 13 de octubre | 10:30 | – | Bruno Sacarelo |
| Juventud        | 1:2 | Cerrito            | Parque Artigas  | 13 de octubre | 11:00 |   | Pablo Silveira |
| Colón           | 4:2 | Tacuarembó         | Las Acacias     | 13 de octubre | 16:00 | – | Antonio García |
| Montevideo City | 0:1 | Oriental           | Parque Viera    | 14 de octubre | 10:00 | – | Eduardo Varela |

| Uruguay Montevideo | 1:0 | La Luz          | Parque Capurro          | 19 de octubre | 11:00 |   | Diego Riveiro    |
| Rentistas          | 2:0 | Sud América     | Complejo Rentistas      | 19 de octubre | 16:00 | – | Kevin Fontes     |
| Plaza Colonia      | 2:1 | Montevideo City | Parque Prandi           | 19 de octubre | 18:00 | – | Daniel Rodríguez |
| Cooper             | 0:1 | Colón           | Jardinesl del Hipódromo | 20 de octubre | 10:00 |   | Pablo Giménez    |
| Cerrito            | 4:1 | Atenas          | Parque Maracaná         | 20 de octubre | 15:00 | – | Anahí Fernández  |
| Oriental           | 3:0 | Juventud        | Parque Paladino         | 20 de octubre | 16:00 | – | Santiago Motta   |
| Tacuarembó         | 1:0 | Albion          | Raúl Goyenola           | 20 de octubre | 16:00 | – | Federico Arman   |

| Montevideo City | 2:1 | Tacuarembó         | Parque Viera    | 1 de noviembre | 16:30 |   | Esteban Guerra   |
| Sud América     | 1:2 | Uruguay Montevideo | Obdulio Varela  | 2 de noviembre | 9:45  |   | Eduardo Varela   |
| Albion          | 0:0 | Cooper             | Parque Paladino | 2 de noviembre | 16:30 | – | Rubén Umpiérrez  |
| Atenas          | 1:1 | La Luz             | Ateniense       | 2 de noviembre | 16:30 | – | Santiago Motta   |
| Colón           | 1:2 | Rentistas          | Centenario      | 2 de noviembre | 20:30 | – | Bruno Sacarelo   |
| Cerrito         | 3:1 | Oriental           | Parque Maracaná | 3 de noviembre | 16:30 | – | Daniel Rodríguez |
| Juventud (PO)   | 0:1 | Plaza Colonia      | Parque Artigas  | 4 de noviembre | 17:00 |   | Leandro Lasso    |

| La Luz             | 4:1 | Sud América     | Complejo Rentistas | 9 de noviembre  | 9:15  | – | Por definir |
| Atenas             | 3:1 | Oriental        | Estadio Atenas     | 9 de noviembre  | 17:00 | – | Por definir |
| Rentistas          | 1:1 | Albion          | Complejo Rentistas | 9 de noviembre  | 17:00 | – | Por definir |
| Uruguay Montevideo | 0:1 | Colón (PO)      | Parque Capurro     | 10 de Noviembre | 16:30 | – | Por definir |
| Cooper             | 4:2 | Montevideo City | Campeón del Siglo  | 10 de Noviembre | 16:30 | – | Por definir |
| Plaza Colonia      | 1:0 | Cerrito         | Parque Prandi      | 10 de Noviembre | 16:30 | – | Por definir |
| Tacuarembó         | 1:2 | Juventud        | Raúl Goyenola      | 10 de Noviembre | 17:00 | – | Por definir |

| Sud América     | 0:1 | Atenas               | Obdulio Varela         | 16 de noviembre | 9:45  | – | Anahí Fernández  |
| Albion          | 2:1 | Uruguay Montevideo   | Jardines del Hipódromo | 16 de noviembre | 16:30 |   | Federico Arman   |
| Oriental        | 1:2 | Plaza Colonia (C, A) | Parque Paladino        | 16 de noviembre | 16:30 |   | Hernán Heras     |
| Montevideo City | 0:5 | Rentistas            | Parque Viera           | 16 de noviembre | 16:30 |   | Esteban Guerra   |
| Cerrito (PO)    | 3:1 | Tacuarembó           | Parque Maracaná        | 16 de noviembre | 16:30 | – | Daniel Rodríguez |
| Colón           | 5:0 | La Luz               | Luis Tróccoli          | 16 de noviembre | 16:30 | – | Eduardo Varela   |
| Juventud        | 0:3 | Cooper               | Parque Artigas         | 16 de noviembre | 16:30 | – | Pablo Silveira   |

## Tabla del descenso

### Clasificación
| Pos.                                          | Equipos                | PJ 2023 | PTS 2023 | PJ 2024 | PTS 2024 | PJ | PTS | DG  | Prom. |
| --------------------------------------------- | ---------------------- | ------- | -------- | ------- | -------- | -- | --- | --- | ----- |
| 1°                                            | Plaza Colonia          | –       | –        | 32      | 58       | 32 | 58  | +8  | 1,813 |
| 2°                                            | Uruguay Montevideo     | 32      | 56       | 32      | 54       | 64 | 110 | +32 | 1,719 |
| 3°                                            | Montevideo City Torque | –       | –        | 32      | 54       | 32 | 54  | +12 | 1,688 |
| 4°                                            | Colón                  | –       | –        | 32      | 52       | 32 | 52  | +16 | 1,625 |
| 5°                                            | Juventud               | 32      | 51       | 32      | 50       | 64 | 101 | +6  | 1,578 |
| 6°                                            | Rentistas              | 32      | 47       | 32      | 45       | 64 | 92  | +18 | 1,438 |
| 7°                                            | Oriental               | 32      | 47       | 32      | 44       | 64 | 91  | −1  | 1,422 |
| 8°                                            | Cerrito                | 32      | 41       | 32      | 46       | 64 | 87  | −20 | 1,359 |
| 9°                                            | Albion                 | 32      | 41       | 32      | 44       | 64 | 85  | +3  | 1,328 |
| 10°                                           | Atenas                 | 32      | 40       | 32      | 34       | 64 | 74  | −21 | 1,156 |
| 11°                                           | Tacuarembó             | 32      | 39       | 32      | 32       | 64 | 71  | −17 | 1,109 |
| 12°                                           | La Luz                 | –       | –        | 32      | 35       | 32 | 35  | −6  | 1,094 |
| 13°                                           | Cooper (D)             | –       | –        | 32      | 33       | 32 | 33  | −8  | 1,031 |
| 14°                                           | Sud América (D)        | 32      | 26       | 32      | 31       | 64 | 57  | −33 | 0,891 |
| Última actualización: 16 de noviembre de 2024 |                        |         |          |         |          |    |     |     |       |

|  | Descendidos al Campeonato Uruguayo de Primera División Amateur 2025 |

### Evolución de la clasificación
| Jornada / Equipo       | 1             | 2    | 3     | 4    | 5   | 6   | 7   | 8  | 9  | 10 | 11 | 12   | 13   | 14  | 15 | 16 | 17 | 18 | 19 | 20 | 21 | 22 | 23 | 24 | 25 | 26 | 27 | 28 | 29 | 30 | 31 | 32 | 33 |   |
| ---------------------- | ------------- | ---- | ----- | ---- | --- | --- | --- | -- | -- | -- | -- | ---- | ---- | --- | -- | -- | -- | -- | -- | -- | -- | -- | -- | -- | -- | -- | -- | -- | -- | -- | -- | -- | -- | - |
| Jornada / Equipo       | Plaza Colonia | 14   | 13    | 14   | 14* | 14  | 13  | 7  | 4  | 2  | 2  | 2    | 2    | 3   | 2  | 4  | 4  | 4  | 4  | 2  | 4  | 4  | 2  | 2  | 2  | 3  | 2  | 2  | 3  | 3  | 3  | 3  | 1  | 1 |
| Uruguay Montevideo     | 3             | 2    | 2*    | 2    | 3   | 2   | 3   | 3  | 4  | 4  | 4  | 4    | 2    | 3   | 2  | 2  | 2  | 2  | 3  | 2  | 3  | 3  | 3  | 3  | 2  | 3  | 3  | 2  | 2  | 2  | 2  | 2  | 2  |   |
| Montevideo City Torque | 1             | 1    | 1     | 1    | 1*  | 1   | 1   | 1  | 1  | 1  | 1  | 1    | 1    | 1   | 1  | 1  | 1  | 1  | 1  | 1  | 1  | 1  | 1  | 1  | 1  | 1  | 1  | 1  | 1  | 1  | 1  | 3  | 3  |   |
| Colón                  | 12**          | 11** | 11*** | 13** | 2   | 4   | 8   | 8  | 10 | 10 | 10 | 10** | 12** | 9** | 9  | 9  | 7  | 9  | 9  | 7  | 7  | 7  | 7  | 7  | 7  | 5  | 6  | 5  | 5  | 5  | 5  | 5  | 4  |   |
| Juventud               | 4             | 3    | 3     | 3*   | 4   | 3   | 2   | 2  | 3  | 3  | 3  | 3**  | 4**  | 4** | 3  | 3  | 3  | 3  | 4  | 3  | 2  | 4  | 4  | 4  | 4  | 4  | 4  | 4  | 4  | 4  | 4  | 4  | 5  |   |
| Rentistas              | 5*            | 6    | 6     | 5    | 5   | 6   | 4   | 6  | 6  | 5  | 5  | 6    | 6    | 5   | 5  | 5  | 5  | 5  | 6  | 6  | 6  | 6  | 6  | 6  | 6  | 6  | 7  | 7  | 7  | 7  | 7  | 7  | 6  |   |
| Oriental               | 6**           | 5*** | 5**   | 6**  | 6   | 5   | 5   | 5  | 5  | 6  | 6  | 5    | 5    | 6   | 6  | 6  | 6  | 6  | 5  | 5  | 5  | 5  | 5  | 5  | 5  | 7  | 5  | 6  | 6  | 6  | 6  | 6  | 7  |   |
| Cerrito                | 9             | 9*   | 9     | 10   | 9   | 9   | 10  | 10 | 8  | 9  | 9  | 9    | 8    | 8   | 8  | 8  | 9  | 8  | 8  | 9  | 9  | 9  | 9  | 9  | 9  | 9  | 9  | 9  | 9  | 8  | 8  | 8  | 8  |   |
| Albion                 | 7**           | 8**  | 8**   | 7**  | 7   | 7   | 6*  | 7  | 7  | 7  | 7  | 7    | 7    | 7   | 7  | 7  | 8  | 7  | 7  | 8  | 8  | 8  | 8  | 8  | 8  | 8  | 8  | 8  | 8  | 9  | 9  | 9  | 9  |   |
| Atenas                 | 10            | 10   | 10    | 11   | 11  | 11  | 11* | 11 | 11 | 11 | 11 | 12   | 11   | 12  | 12 | 12 | 13 | 12 | 12 | 11 | 12 | 12 | 11 | 11 | 11 | 11 | 11 | 11 | 11 | 11 | 11 | 12 | 10 |   |
| Tacuarembó             | 8             | 7    | 7     | 9    | 8*  | 8   | 9   | 9  | 9  | 8  | 8  | 8    | 9    | 10  | 10 | 10 | 10 | 10 | 10 | 10 | 10 | 10 | 10 | 10 | 10 | 10 | 10 | 10 | 10 | 10 | 10 | 11 | 11 |   |
| La Luz                 | 2             | 4    | 12    | 4    | 10  | 10* | 12  | 13 | 14 | 14 | 13 | 14   | 13   | 11  | 13 | 13 | 11 | 11 | 11 | 12 | 11 | 11 | 12 | 12 | 12 | 12 | 12 | 12 | 12 | 12 | 12 | 10 | 12 |   |
| Cooper                 | 13**          | 14** | 4**   | 8**  | 12  | 12* | 13  | 12 | 12 | 13 | 12 | 11   | 10   | 13  | 11 | 11 | 12 | 13 | 13 | 13 | 13 | 13 | 13 | 13 | 13 | 13 | 13 | 13 | 14 | 14 | 14 | 13 | 13 |   |
| Sud América            | 11*           | 12   | 13    | 12   | 13  | 14  | 14  | 14 | 13 | 12 | 14 | 13   | 14   | 14  | 14 | 14 | 14 | 14 | 14 | 14 | 14 | 14 | 14 | 14 | 14 | 14 | 14 | 14 | 13 | 13 | 13 | 14 | 14 |   |

Nota: Los cuadros con * indican fecha libre para los equipos correspondientes durante el Torneo Competencia. Los cuadros con ** indican que los equipos culminaron la fecha correspondiente con un partido pendiente.

## Desempate por el ascenso
Debido a que Uruguay Montevideo y Montevideo City Torque terminaron igualados en puntos en la tabla anual,  jugaron una serie desempate a dos partidos, donde el vencedor logró el ascenso a la Primera División para el próximo año. El perdedor por su parte, clasificó a los play-off, donde se enfrentará a Cerrito.
Cabe aclarar que, en esta serie, Uruguay Montevideo jugó con ventaja deportiva por la diferencia de goles en la tabla anual, por ende, tuvo la posibilidad de definir de local.

### Ida
| Desempate; ida; 19 de noviembre; 16:30 | Montevideo City Torque | 0:0 | Uruguay Montevideo | Parque Viera, Montevideo |  |

### Vuelta
| Desempate; vuelta; 26 de noviembre; 16:30 | Uruguay Montevideo | 1:3 (0:0) | Montevideo City Torque                                         | Parque Capurro, Montevideo |                           |
|                                           | - F. Peraza 58'    | Reporte   | - 52' F. Catarozzi - 101' F. Pizzichillo - 120+1' L. Rodríguez | Árbitro(s): Pablo Giménez  | Árbitro(s): Pablo Giménez |

### Ascenso a Primera División
|                        |
| Montevideo City Torque |
| Ganador Desempate      |
|                        |

## Play-Offs

### Equipos clasificados
- Uruguay Montevideo
- Colón
- Juventud
- Cerrito

### Cuadro
|  | Semifinales                      | Semifinales                      | Semifinales                      | Semifinales                      |   |                    | Final               | Final               | Final               | Final               |  |
|  | 29 de noviembre - 4 de diciembre | 29 de noviembre - 4 de diciembre | 29 de noviembre - 4 de diciembre | 29 de noviembre - 4 de diciembre |   |                    | 8 y 12 de diciembre | 8 y 12 de diciembre | 8 y 12 de diciembre | 8 y 12 de diciembre |  |
|  |                                  |                                  |                                  |                                  |   |                    |                     |                     |                     |                     |  |
|  |                                  |                                  |                                  |                                  |   |                    |                     |                     |                     |                     |  |
|  | Uruguay Montevideo               | 2                                | 3                                | 5                                |   |                    |                     |                     |                     |                     |  |
|  | Uruguay Montevideo               | 2                                | 3                                | 5                                |   |                    |                     |                     |                     |                     |  |
|  | Cerrito                          | 2                                | 1                                | 3                                |   |                    |                     |                     |                     |                     |  |
|  | Cerrito                          | 2                                | 1                                | 3                                |   | Uruguay Montevideo | 0                   | 1                   | 1                   |                     |  |
|  |                                  |                                  |                                  |                                  |   | Uruguay Montevideo | 0                   | 1                   | 1                   |                     |  |
|  |                                  |                                  | Juventud                         | 2                                | 1 | 3                  |                     |                     |                     |                     |  |
|  | Colón                            | 1                                | Juventud                         | 2                                | 1 | 3                  | 0                   | 1                   |                     |                     |  |
|  | Colón                            | 1                                |                                  |                                  |   |                    | 0                   | 1                   |                     |                     |  |
|  | Juventud                         | 0                                | 3                                | 3                                |   |                    |                     |                     |                     |                     |  |
|  | Juventud                         | 0                                | 3                                | 3                                |   |                    |                     |                     |                     |                     |  |
|  |                                  |                                  |                                  |                                  |   |                    |                     |                     |                     |                     |  |

### Semifinales
| 29 de noviembre de 2024 | Juventud | 0:1 | Colón | Parque Artigas, Las Piedras |  |

| 4 de diciembre de 2024 | Colón | 0:3 | Juventud | Parque Palermo, Montevideo |  |

| 30 de noviembre de 2024 | Cerrito | 2:2 | Uruguay Montevideo | Parque Maracaná, Montevideo |  |

| 4 de diciembre de 2024 | Uruguay Montevideo | 3:1 | Cerrito | Parque Capurro, Montevideo |  |

### Final
| 8 de diciembre de 2024, 17:00 | Juventud                              | 2:0     | Uruguay Montevideo | Parque Artigas, Las Piedras |                           |
|                               | - B. Larregui 71' - O. Falconis 90+7' | Reporte |                    | Árbitro(s): Pablo Giménez   | Árbitro(s): Pablo Giménez |

| 12 de diciembre de 2024, 16:45 | Uruguay Montevideo | 1:1     | Juventud       | Parque Capurro, Montevideo |  |
|                                | - K. Alaniz 48'    | Reporte | - 69' A. Aires |                            |  |

### Ascenso a Primera División
|                  |
| Juventud         |
| Ganador Play-Off |
|                  |

## Ascensos a Primera División
|               |                        |                   |
| Plaza Colonia | Montevideo City Torque | Juventud          |
| Campeón       | Ganador Desempate      | Ganador Play-Offs |
| 1.° título    |                        |                   |

## Goleadores
| Jugador           | Club               | Goles |
| ----------------- | ------------------ | ----- |
| Fernando Mimbacas | Juventud           | 14    |
| Diego Vera        | Colón              | 11    |
| Carlos Sánchez    | Uruguay Montevideo | 9     |
| Kevin Ramírez     | Rentistas          | 7     |
| Nahuel Roldán     | Oriental           | 7     |

## Récords
- Primer gol de la temporada: Sebastián Gularte de  Tacuarembó vs.  Juventud (16 de marzo de 2024)

- Último gol de la temporada: Anthony Aires de  Juventud vs.  Uruguay Montevideo (12 de diciembre de 2024)

- Mayor número de goles marcados en un partido: 6 goles
 -  Juventud 4 – 2  Oriental (30 de marzo de 2024)
 -  Cooper 3 – 3  Plaza Colonia (12 de abril de 2024)
 -  La Luz 6 – 0  Cerrito (31 de mayo de 2024)
 -  Sud América 3 – 3  Plaza Colonia (30 de septiembre de 2024)
 -  Colón 4 – 2  Tacuarembó (14 de octubre de 2024)
 -  Cooper 4 – 2 Montevideo City Torque (10 de noviembre de 2024)

- Mayor victoria local:  La Luz 6 – 0  Cerrito (31 de mayo de 2024)

- Mayor victoria visitante: Montevideo City Torque 0 – 5  Rentistas (16 de noviembre de 2024)

- Mayor racha de victorias consecutivas:  Plaza Colonia,  Uruguay Montevideo (6 partidos)

- Mayor racha de partidos sin perder: Montevideo City Torque (11 partidos)

- Mayor racha de partidos sin ganar:  Cooper (10 partidos)

- Mayor racha de derrotas consecutivas:  La Luz,  Sud América,  Uruguay Montevideo (5 partidos)